# Šatrandž
Šatrandž je strategická desková hra pocházející z Persie, kde vznikla někdy v 6. či 7. století ze starší hry indického původu čaturanga. Prostřednictvím Arabů se šatrandž dostala do Evropy, kde z ní v patnáctém století vznikly moderní šachy. Ty ji pak postupně vytlačily, protože byly rychlejší a takticky zajímavější.

## Pravidla a charakteristika
|   | a  | b  | c  | d  | e  | f  | g  | h  |   |
| 8 | a8 | b8 | c8 | d8 | e8 | f8 | g8 | h8 | 8 |
| 7 | a7 | b7 | c7 | d7 | e7 | f7 | g7 | h7 | 7 |
| 6 | a6 | b6 | c6 | d6 | e6 | f6 | g6 | h6 | 6 |
| 5 | a5 | b5 | c5 | d5 | e5 | f5 | g5 | h5 | 5 |
| 4 | a4 | b4 | c4 | d4 | e4 | f4 | g4 | h4 | 4 |
| 3 | a3 | b3 | c3 | d3 | e3 | f3 | g3 | h3 | 3 |
| 2 | a2 | b2 | c2 | d2 | e2 | f2 | g2 | h2 | 2 |
| 1 | a1 | b1 | c1 | d1 | e1 | f1 | g1 | h1 | 1 |
|   | a  | b  | c  | d  | e  | f  | g  | h  |   |

### Figury
Pravidla hry se od indického předchůdce lišila především tím, že odpadl prvek náhody. Král, věž a jezdec již táhli s výjimkou rošády stejně jako v moderním šachu. Alfil, předchůdce střelce, se pohyboval po diagonále, ale pouze o dvě pole. Mohl však překročit kámen, který mu stál v cestě. Vezír, předchůdce dámy, se pohyboval rovněž po diagonále, ale pouze na sousední pole. Pěšec na výchozím poli neměl právo dvojkroku a poté, co dospěl na poslední řadu, se mohl proměnit pouze ve vezíra. Výhru bylo možno dosáhnout nejen matem, ale i patem nebo sebráním všech soupeřových kamenů. Královské křídlo je v šatrandži umístěno na opačné straně než v šachu.

### Tábie
Teorie zahájení pro šatrandž byla vypracována v podobě takzvaných tábií, standardních postavení vznikajících asi po dvanácti až čtrnácti tazích. Bylo tomu tak především proto, že díky omezené pohyblivosti figur se hra v partiích rozvíjela pomalu, těžkopádně a bez většího vzruchu. Aby mohlo dříve dojít k dotyku bílých a černých kamenů, začínaly partie těmito předem stanovenými pozicemi (anglický historik H. J. R. Murray jich napočítal třicet jedna).

### Mansúby
Vznikaly rovněž tzv. mansúby (tj. uměle vytvořená postavení před zakončením partie, předchůdci moderního šachového problému). Jejich podstatným znakem bylo, že cesta k výhře, kterou má řešitel najít ze zdánlivě beznadějné pozice, je možná jen neustálým ohrožováním (šachováním) krále, často i za cenu obětí.

## Velmistři šatrandže
Zachovala se jména řady předních hráčů šatrandže, takzvaných áliů („velmistrů“). Jsou to především:
- Sa‘id bin Jubair (asi 665 – asi 714), černý hráč z Afriky, povoláním soudce, první historicky doložený hráč, který ovládal hru naslepo
- Abu'n-Na'am, Rabrab, Džábir al-Kúfí a Abdul Džafar al-Ansárí, první jmenovaní aliové, tj. velmistři šatrandže. Tento titul jim udělil roku 819 syn Hárún ar-Rašída chalífa al-Ma'mún (vládl v letech 813–833), který sám rád šatrandž hrál. Udělování velmistrovského titulu pak zůstalo v pravomoci chalífů i nadále.
- al-Ádlí (asi 800 – asi 870), který byl v první polovině 9. století považován za nejlepšího hráče na světě
- ar-Rází, autor knihy Latif fi‘š–šatrandž (kolem 845, Elegance v šachu), který si v roce 847 vybojoval titul nejsilnějšího hráče své doby, když porazil al-Ádlího v zápase na dvoře chalífy al-Mutavakkila (vládl v letech 847–861).
- al-Mavárdí, bagdádský velkovezír, který po smrti ar-Rázího o sobě tvrdil, že on je nejlepší hráč světa. Toto tvrzení však vzalo za své, když prohrál na dvoře chalífy Al-Muktafího (vládl 902–908) zápas s as-Súlím. Jeho porážka byla prý tak drtivá, že byl nucen vzdát se úřadu a byl v něm nahrazen právě as–Súlím.
- as-Súlí (asi 854–946), nejznámější arabský mistr šatrandže, učenec a historik.
- Abulfaradž al-Muzaffa ibn Sa’id († 970), žák as-Súlího známější pod svou přezdívkou al-Ládžládž (Koktavý). Ten kolem roku 920 napsal knihu Kitáb mansubat as-Šatrandž (Kniha šachových problémů). Ta je sice ztracena, ale dle dochovaných pramenů obsahovala především analýzy zahájení ze zápasů mezi as-Súlím a al-Ládžládžem.